# Phrynobatrachus alleni
Phrynobatrachus alleni é uma espécie de anfíbio da família Petropedetidae.
Pode ser encontrada nos seguintes países: Costa do Marfim, Gana, Guiné, Libéria, Nigéria e Serra Leoa.
Os seus habitats naturais são: florestas subtropicais ou tropicais húmidas de baixa altitude e marismas intermitentes de água doce.
Está ameaçada por perda de habitat.